# Travneve, Mirhorod
Travneve (în ucraineană Травневе) este un sat în comuna Kliușnîkivka din raionul Mirhorod, regiunea Poltava, Ucraina.

## Demografie
Componența lingvistică a localității Travneve
     Ucraineană (98,94%)
     Rusă (1,06%)
Conform recensământului din 2001, majoritatea populației localității Travneve era vorbitoare de ucraineană (98,94%), existând în minoritate și vorbitori de rusă (1,06%).